# Eulasia naviauxi
Eulasia naviauxi là một loài bọ cánh cứng trong họ Glaphyridae. Loài này được Baraud miêu tả khoa học năm 1971.